# Lindy Remigino
Lindy John Remigino (ur. 3 czerwca 1931 w Nowym Jorku, zm. 11 lipca 2018 w Newington) – amerykański lekkoatleta, sprinter, dwukrotny mistrz olimpijski.
Niespodziewanie zakwalifikował się do reprezentacji Stanów Zjednoczonych na igrzyska olimpijskie w 1952 w Helsinkach. W finale biegu na 100 metrów stoczył bardzo zaciętą walkę z Jamajczykiem Herbem McKenleyem minimalnie wygrywając i zdobywając złoty medal. Cała szóstka finalistów tego biegu uzyskała czasy między 10,4 s a 10,5 s. Drugi złoty medal wywalczył w sztafecie 4 × 100 metrów (w składzie: Dean Smith, Harrison Dillard, Remigino i Andy Stanfield).
Po zakończeniu kariery zawodniczej Remigino pracował jako trener w szkole średniej w Hartford w Connecticut.
Rekord życiowy na 100 m – 10,4 s. (1952).